# Antoni Estivill Domènech
|  | No s'ha de confondre amb Antoni Estivill i de Llorach. |

Antoni Estivill Domènech (Reus, 1818 - Reus, 5 de juny de 1903) va ser un republicà federal català.

## Biografia
Era propietari d'un cafè al raval de Sant Pere que va obrir el 1843 i era conegut per tothom com el Cafè de l'Estivill, on es reunien els republicans federals reusencs de posició adinerada, els partidaris de Castelar, capitanejats per Josep Güell i Mercader. El 1853, amb motiu de la mort d'un treballador anomenat Pellicer, va organitzar, juntament amb Joan Martell, un enterrament multitudinari que es va convertir en la primera manifestació obrera a Reus. Quan els assistents van arribar al cementiri es van trobar rodejats pels Mossos d'Esquadra, però no hi van haver aldarulls. El 1854, després de la Vicalvarada, va ser regidor a l'ajuntament de Reus amb Joan Martell d'alcalde. Martell s'havia reunit, abans del seu nomenament, amb l'alcalde sortint Josep Maria Pàmies, i després de les converses va fer un míting al cafè de l'Estivill, des d'on, amb els seus partidaris, va anar cap a la plaça del Teatre de les Comèdies on van aixecar barricades. Calmats els ànims, l'ajuntament es va "pronunciar" i la Junta provisional de govern de Tarragona va nomenar Martell alcalde.
El 1866, les conseqüències de l'intent de cop d'estat de Prim conegut com la Revolta de Villarejo de Salvanés, va portar a la clausura de l'entitat Centre de Lectura i de la Tertúlia progressista, a conseqüència de la declaració d'estat de guerra a Catalunya l'11 de gener. El dia 16 van entrar a Reus una partida d'uns 40 homes del Priorat que formaven part dels revoltats dirigits per Saqueta i es presentà al cafè de l'Estivill, que era el lloc on es reunien els reusencs més exaltats. No van trobar cap suport efectiu i van sortir de la ciutat donant crits de "Llibertat" pels carrers i disparant trets a l'aire. Durant els darrers moments del règim Isabelí, el cafè va ser clausurat per ser "un lloc subversiu". El 1868 Antoni Estivill va formar part de la Junta Revolucionària, i el 2 de novembre es va iniciar al seu cafè una manifestació cívica en homenatge als dos joves reusencs afusellats el 15 d'agost de 1867, quan s'anaven a reunir amb les partides revoltades. Aquest acte, organitzat per companys milicians dels morts, va congregar unes 6.000 persones, i el va presidir Pere Mata. A la reobertura del Centre de Lectura, Antoni Estivill va formar part de la seva junta. El 1869 formava part del comitè del Partit Democràtic Federal. El 1871 va ser diputat provincial, i donà suport econòmic al periòdic reusenc d'ideologia federal La Redención del Pueblo. El 1882, segons el diari reusenc Las Circunstancias, havia instal·lat un cafè a Barcelona, el Gran Cafè de la Perla de la Rambla de Canaletes. A Barcelona va morir no més enllà del 1885.
El Cafè de l'Estivill era un lloc molt popular, on a més de les trobades dels republicans federals, s'hi van reunir entre els anys 1860 i 1870 els gitanos que vivien als carrers dels voltants sobretot per festejar el Nadal tot cantant i ballant "a la gitana", soleares, garrotines i farrucas. Per carnaval organitzava comparses, la més coneguda va ser la de l'any 1860.